# LGV Wendlingen - Ulm
La LGV Wendlingen - Ulm est une ligne à grande vitesse allemande entre Wendlingen am Neckar et Ulm, dans le Bade-Wurtemberg. Section de la Magistrale européenne longue de 59,6 km, elle est mise en service le 11 décembre 2022.
27.1 km de la ligne de  58 km traversent sept tunnels tubes jumeaux. Le coût estimé de la construction est de 2 milliards d'euros, affecté par la géologie.

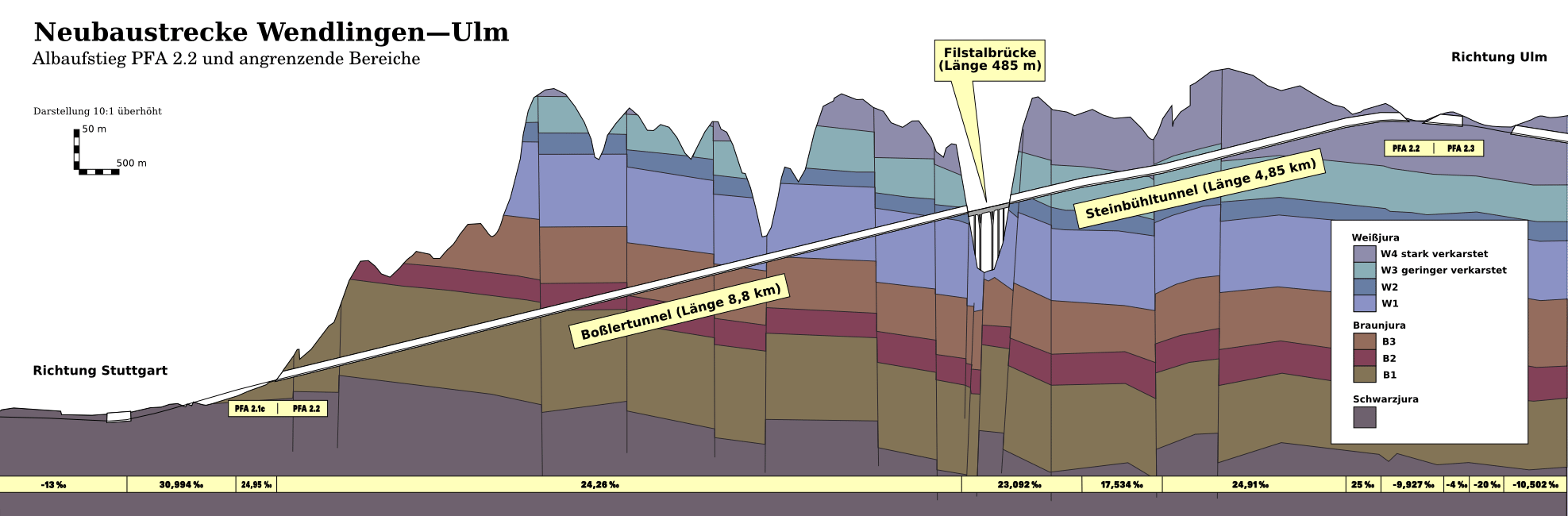
Géologie autour d'un tunnel